# Briefing

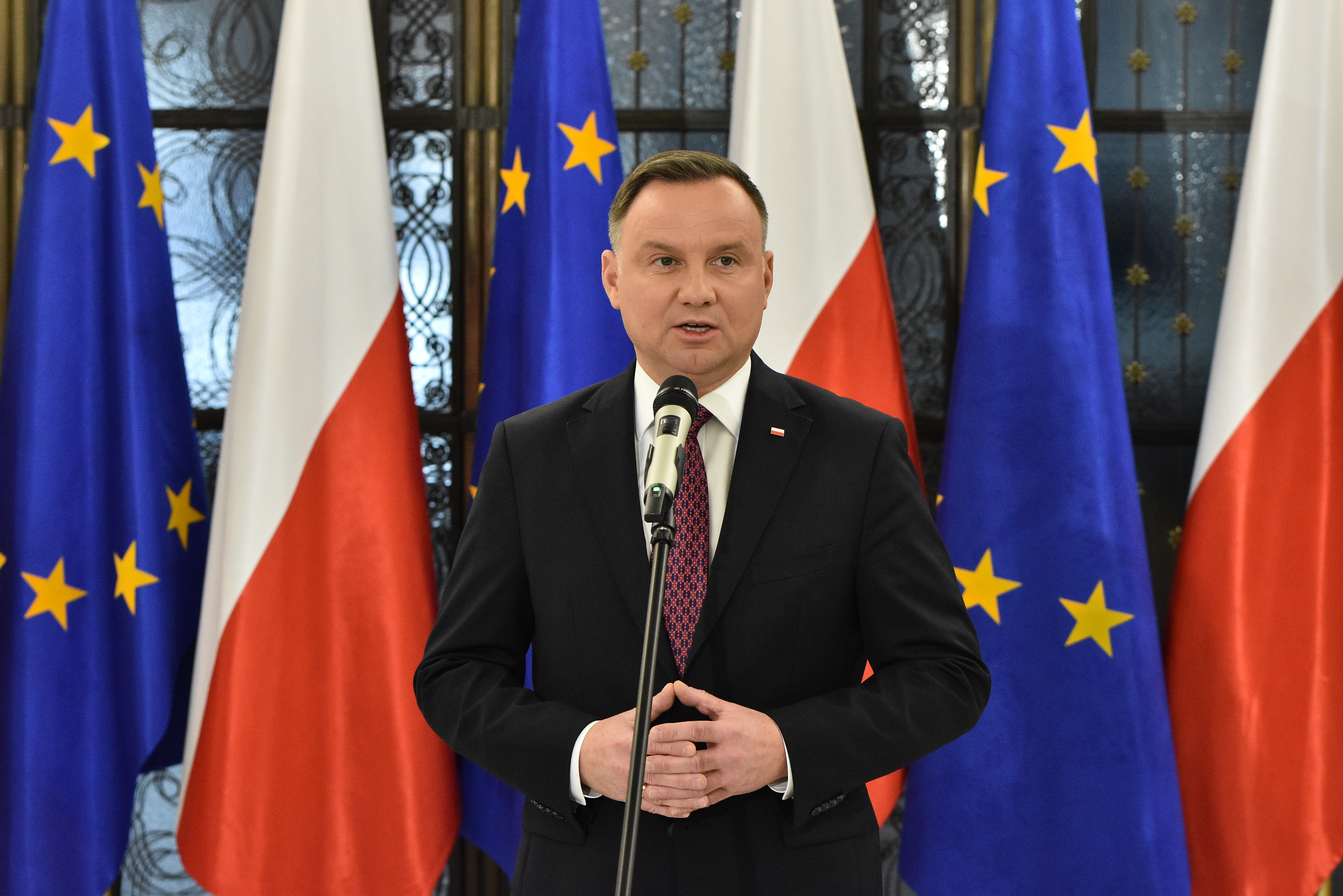
Briefing prezydenta Andrzeja Dudy

Briefing (wym. brifing, również briefing prasowy) – krótka konferencja prasowa, zwykle poświęcona jednemu problemowi lub sytuacji. Jest to narzędzie wykorzystywane w public relations. W szczególności korzystają z niej politycy. Może ono przybierać formę szybkiej prezentacji. 